# Angelinus Brinkmann
Angelinus Brinkmann (* 1683 in Dingelstädt; † 20. April 1758 im Kloster Volkersberg) war ein deutscher Franziskaner und aszetischer Schriftsteller.

## Leben
Er lehrte von 1710 bis 1714 Philosophie und von 1714 bis 1726 Theologie. Von 1725 bis 1728 und von 1737 bis 1738 war er Guardian im Kloster Frauenberg (Fulda) und von 1731 bis 1734 Provinzial der Thuringia. 1737 errichtete er den Kreuzweg auf dem Frauenberg in Fulda.

## Schriften (Auswahl)
- Manipuli Ex IV. Libris Sententiarum, sive Theologia Universa Cum corollariis casuum omnibus pro Tribunali Sacramentali sedentibus scitu necessariis. Fulda 1726.
- Controversiae Fidei Principaliores Sive In Materia Fidei Doctrina Acatholica, Doctrina Catholica, Objectiones Acatholicae. Doctrina Acatholica falsa & resputenda, Catholica vera & tenenda, objectiones insufficientes & solutae. Fulda 1728.
- Thuribulum Aureum. Apocal. 8. Cuius incensum primum Orationes Vocales, incensum secundum Orationes Mentales, Sacerdotibus, incensum Domino offerentibus praesentatum: Ut Orationes eorum, & Meditationes dirigantur, sicut incensum in conspectu Domini. Fulda 1744.